# Sex and the Single Girl
Sex and the Single Girl é um filme estadunidense, de 1964, de comédia e romance, dirigido por Richard Quine, roteirizado por Joseph Heller, música de Neal Hefti.
O filme é baseado num livro técnico da dra. Helen Gurley Brown.

## Sinopse
Repórter de revista de escândalos,  mulherengo, tenta expor médica sexologista, fingindo ser casado e com problemas.

## Elenco
- Tony Curtis ....... Bob Weston
- Natalie Wood ....... Helen Gurley Brown
- Henry Fonda ....... Frank Luther Broderick
- Lauren Bacall ....... Sylvia Broderick
- Mel Ferrer ....... Dr. Rudolph (Rudy) DeMeyer
- Fran Jeffries ....... Gretchen
- Leslie Parrish ....... Susan
- Edward Everett Horton ....... o chefe
- Larry Storch ....... Policial de moto
- Stubby Kaye ....... Motorista de taxi 'Speed' Vogel
- Howard St. John ....... Randall
- Otto Kruger ....... Dr. Marshall H. Anderson